# Chypre au Concours Eurovision de la chanson 2020
Chypre était l'un des quarante et un pays participants prévus du Concours Eurovision de la chanson 2020, qui aurait dû se dérouler à Rotterdam aux Pays-Bas. Le pays aurait été représenté par le chanteur Sandro et sa chanson Running, sélectionnés en interne par le diffuseur chypriote RIK. L'édition est finalement annulée en raison de la pandémie de Covid-19.

## Sélection
Le diffuseur chypriote RIK confirme sa participation le 15 juillet 2019.
Le 29 novembre 2019, le diffuseur annonce que le pays sera représenté par le chanteur Sandro, sélectionné en interne. Sa chanson, intitulée Running, est présentée le 6 mars 2020.

## À l'Eurovision
Chypre aurait participé à la première demi-finale, le 12 mai puis, en cas de qualification, à la finale du 16 mai 2020.
Le 18 mars 2020, l'annulation du Concours en raison de la pandémie de Covid-19 est annoncée.